# TP-3: Reloaded
TP-3: Reloaded (auch TP.3 Reloaded) ist das siebte Studioalbum des R&B-Musikers R. Kelly und wurde am 5. Juli 2005 veröffentlicht.

## Kommerzieller Erfolg
Erreicht wurde der Platin-Status in den USA. Mit den Single-Auskopplungen: In the Kitchen, Trapped in the Closet, Playa’s Only, Slow Wind, Burn It Up, Kickin’ It with Your Girlfriend wurde das achte Studio-Album des Musikers beworben.
Es ist das dritte Album der vierteiligen 12-Play-Reihe (neben „12 Play“, „TP-2.com“ und „Twelve Play: Fourth Quarter“) und folgte seinen Vorgängern auf Platz 1 der Charts. Enthalten ist das Video zur Single Trapped in the Closet. Es handelt von „der Geschichte eines Ehemanns, der herausfindet, dass seine Frau eine skandalöse Affäre mit R. Kelly hat“. Das Album war bereits in der ersten Woche ein Erfolg, da es in den Charts prompt auf den ersten Platz stieg und über 491.000 Exemplare verkauft wurden. Es blieb auch in der zweiten Woche auf Platz 1 und sorgte so für den Verkauf von weiteren 100.000 Exemplaren. Innerhalb der ersten Woche verdiente das Album Gold und in den folgenden Wochen schließlich Platin. Seit seiner Veröffentlichung verkaufte sich das Album in den USA über 2 Millionen Mal.

## Titelliste
(Quelle:)
1. Playa’s Only (feat. The Game) – 3:52
2. Happy Summertime (feat. Snoop Dogg) – 3:38
3. In the Kitchen – 3:37
4. Slow Wind – 3:21
5. Put My T-Shirt On – 4:30
6. Remote Control – 5:19
7. Kickin’ It With Your Girlfriend – 3:34
8. Reggae Bump Bump (feat. Elephant Man) – 5:21
9. Touchin’ (feat. Nivea) – 5:00
10. Girls Go Crazy (feat. Baby) – 4:29
11. Hit It Til the Mornin’ (feat. Do or Die, Twista) – 4:18
12. Sex Weed – 4:25
13. (Sex) Love Is What We Makin’ – 3:37
14. Burn It Up (feat. Wisin, John Yandell) – 3:51
15. Trapped in the Closet Chapter 1 – 3:25
16. Trapped in the Closet Chapter 2 – 3:15
17. Trapped in the Closet Chapter 3 – 3:15
18. Trapped in the Closet Chapter 4 – 3:15
19. Trapped in the Closet Chapter 5 – 3:19

## Rezeption
Das Album bekam gemischte Kritiken. Christian Hoard vom Rolling Stone zum Beispiel meinte dazu:

„R. Kelly's 2004 album Happy People/U Saved Me was a misstep, heavily burdened by invocations of God's infinite compassion for singers wrestling with child pornography charges. But Kelly has dropped all that for the time being: The nineteen-track TP.3 Reloaded is a return to form that acts as if all of his legal troubles were just a bad dream.“

und bewertete es mit 3,5 von 5 möglichen Sternen.
Keith Harris von Village Voice jedoch gab ein negatives Review und schrieb:

„R. Kelly gets a little too comfortable with his mysterious failure to come to trial […] Somebody press more charges against this fool—he's losing focus.“

und vergab nur 1,5 von fünf möglichen Sternen.
Auch eher neutrale Reviews wurden abgegeben. Ein Beispiel dafür ist dieses Review Caroline Sullivan von The Guardian:

„The "willingness to experiment" manifests itself as a five-part serial called Trapped in the Closet, each section ending with a "cliffhanger" that supposedly whets the appetite for the next chapter. The plot involves Kelly's fling with a married woman; as with the rest of the album, sheer audacity carries the day.“

Sie bewertete das Album mit drei von fünf möglichen Sternen.
Insgesamt erreichte das Album bei Metacritic 60 von 100 möglichen Punkten.

## Kommerzieller Erfolg

### Chartplatzierungen
| ChartsChartplatzierungen       | Höchstplatzierung | Wochen |
| ------------------------------ | ----------------- | ------ |
| Deutschland (GfK)              | 26 (5 Wo.)        | 5      |
| Österreich (Ö3)                | 75 (1 Wo.)        | 1      |
| Schweiz (IFPI)                 | 30 (7 Wo.)        | 7      |
| Vereinigte Staaten (Billboard) | 1 (20 Wo.)        | 20     |
| Vereinigtes Königreich (OCC)   | 23 (8 Wo.)        | 8      |

| ChartsJahrescharts (2005)      | Platzierung |
| ------------------------------ | ----------- |
| Vereinigte Staaten (Billboard) | 49          |

### Auszeichnungen für Musikverkäufe
| Land/Region                  | Auszeichnungen für Musikverkäufe (Land/Region, Auszeichnung, Verkäufe) | Verkäufe  |
| ---------------------------- | ---------------------------------------------------------------------- | --------- |
| Vereinigte Staaten (RIAA)    | Platin                                                                 | 1.000.000 |
| Vereinigtes Königreich (BPI) | Silber                                                                 | 60.000    |
| Insgesamt                    | 1× Silber · 1× Platin ·                                                | 1.060.000 |

Hauptartikel: R. Kelly/Auszeichnungen für Musikverkäufe